# 小行星3892
小行星3892（3892 Dezsö）是一颗绕太阳运转的小行星，为主小行星带小行星。该小行星于1941年4月发现。

## 轨道参数
小行星3892的轨道半长轴为2.6072305 UA，离心率为0.138。